# 賦值環
在抽象代數中，賦值環是一個域裡的一類特別子環，可由域上的某個賦值定義。離散賦值環是其中較容易操作的一類。

## 定義
賦值環是一个整环D，滿足其分式域 F的任一非零元素x，至少有x 或 x −1  ∈ D.
一個域 F 的子環 R 被稱作賦值環，若且唯若對每個 {\displaystyle x\in F^{*}}，必有 {\displaystyle x\in R} 或 {\displaystyle x^{-1}\in R}。R被稱作其分式域 F賦值環或被稱作在其分式域 F的素点（位）
若 R 是主理想域，此時 R 被稱為離散賦值環。

## 性質
- 令{\displaystyle {\mathcal {M}}:=F-R^{*}}，則 {\displaystyle {\mathcal {M}}} 是 F 中唯一的極大理想。
- 承上，{\displaystyle k:=R/{\mathcal {M}}} 被稱作 R 的剩餘域。

## 範例
- 任何域都是賦值环。
- Z(p)是賦值环, ，整数环在素理想局部化，其中分子，分母是不能被p整除的任何整数组成。分式域为有理数域Q
- 复平面上的亚纯函数的麦克劳林级数（泰勒级数展开为零）环是一个賦值环。分式域是整个复平面上的亚纯函数。如果f不有麦克劳林系列的1 / f确实。
- 任何一个给定的素数p p进整数环Zp 是局部环（p进数的分式域Qp域），p进整数环Zp 代数闭域Zpcl也是一个局部环， Zp 和 Zpcl都是賦值环。

设k是一个有序的领域。 k的元素被称为有限的，如果它在于两个整数N <X <米;否则，它被称为无限。有限元素的K D是估值环。等元素x的x∈D和X-1∉D是无穷小元素的集合;一个元素x在X∉D和X-1∈D，被称为无限。
有限元的超现实领域·R环F是一个* R的估值环F由所有超现实的数字，从一个标准的真正的不同，由一个无限小的量，这相当于说超现实数x这样一些标准的整数n-N <X <N。渣场，有限的超现实数模无穷的超现实数字理想，是同构的实数。
- 令 X 為一黎曼曲面，x 為其上一點。令 {\displaystyle R_{x}:=\{f\in \mathbb {C} (X):f(x)\neq \infty \}}，則 {\displaystyle R_{x}} 構成一賦值環。
- 設 {\displaystyle F} 為域，則 {\displaystyle F[[X]]} 是 {\displaystyle F((X))} 中的賦值環。
- {\displaystyle \mathbb {Z} _{p}} 為 {\displaystyle \mathbb {Q} _{p}} 中的賦值環。
- 設{\displaystyle (\Gamma ,>)} 為一有序交換群，{\displaystyle K} 為域，{\displaystyle v:K^{*}\rightarrow \Gamma } 為一賦值，則 {\displaystyle R_{v}:=\{r\in R:v(r)\geq 0\}} 為一賦值環，此時{\displaystyle v(K^{*})}被稱作其值群。可以證明所有的賦值環都由此而來。

## 文獻
- Nicolas Bourbaki, Algèbre commutative, Chapitre 5, 6:  entiers ; valuations (1964), Eléments de mathématique, P. A. Hermann.